# 드라이브 클럽 (교양 프로그램)
《드라이브 클럽》은 SBS TV에서 방영되는 시사교양 프로그램이며 2016년 10월 21일부터 2016년 12월 30일까지 방송되었다.

## 출연자
- 탁재훈 (MC)
- 이상민 (MC)
- 리지 (MC)
- 알베르토 몬디
- 강병휘
- 김형준
- 나윤석
- 신동헌

## 같이 보기
- 더 레이서
- 더 랠리스트